# In paradiso fa troppo caldo
In paradiso fa troppo caldo è un album del cantautore italiano Gianfranco Manfredi uscito nel 1993. Segna il ritorno di Manfredi alla canzone dopo molti anni nei quali si è dedicato principalmente alla scrittura o alla realizzazione di fumetti come Dylan Dog o Gordon Link.
Come si legge nei ringraziamenti del libretto interno all'album sono stati proprio i lettori di Gordon Link a sollecitare un ritorno di Manfredi sulle scene musicali. L'album è prodotto, oltre che dallo stesso Manfredi, da Franz di Cioccio e Patrick Djivas, per il gruppo editoriale Dardo.

## Tracce
1. Decalogo (G. Manfredi, Ricky Gianco)
2. Fa troppo caldo (G. Manfredi)
3. Non capisco più (Manfredi, Gianco)
4. I cattivi maestri (Manfredi, Gianco)
5. Che fine han fatto gli operai? (Manfredi)
6. Camion (Manfredi, Gianco)
7. Milano cosa fa? (Manfredi)
8. Non si può smettere di fumare (Manfredi, Gianco)
9. Gabbiani Metropolitani (Manfredi)
10. Ci si cura (Manfredi, Gianco)
11. Un cucchiaino di zucchero nel te (Manfredi, Gianco)